# Parigi-Roubaix 1945
La Parigi-Roubaix 1945, quarantatreesima edizione della corsa, fu disputata il 9 aprile 1945, per un percorso totale di 246 km. Fu vinta dal francese Paul Maye giunto al traguardo con il tempo di 7h52'54" alla media di 31,212 km/h davanti ai connazionali Lucien Teisseire e Kléber Piot.
Presero il via da Parigi 100 ciclisti, 28 di essi tagliarono il traguardo a Roubaix (24 francesi, 3 belgi e l'italiano Pierre Tacca, giunto 16º).

## Ordine d'arrivo (Top 10)
| Pos. | Corridore            | Squadra                   | Tempo    |
| ---- | -------------------- | ------------------------- | -------- |
| 1    | Paul Maye            | Alcyon-Dunlop             | 7h52'54" |
| 2    | Lucien Teisseire     | Ray-Dunlop                | s.t.     |
| 3    | Kléber Piot          | Dilecta-Wolber            | s.t.     |
| 4    | Louis Thiétard       | Metropole-Dunlop          | s.t.     |
| 5    | Maurice Desimpelaere | Alcyon-Dunlop             | s.t.     |
| 6    | Édouard Muller       | Alcyon-Dunlop             | s.t.     |
| 7    | Robert Renonce       | -                         | s.t.     |
| 8    | Maurice De Muer      | Peugeot                   | a 3'01"  |
| 9    | Maurice Quentin      | Genial Lucifer-Hutchinson | s.t.     |
| 10   | Lucien Maelfait      | -                         | s.t.     |